# Cúp quốc gia Scotland 1975–76
 Cúp quốc gia Scotland 1975–76 là mùa giải thứ 91 của giải đấu bóng đá loại trực tiếp uy tín nhất Scotland. Chức vô địch thuộc về Rangers khi đánh bại Heart of Midlothian trong trận Chung kết.

## Vòng Một
| Đội nhà            | Tỉ số | Đội khách           |
| ------------------ | ----- | ------------------- |
| Albion Rovers      | 0 – 0 | Hawick Royal Albert |
| Brechin City       | 1 – 1 | Berwick Rangers     |
| East Stirlingshire | 0 – 5 | Alloa Athletic      |
| Elgin City         | 0 – 1 | Forres Mechanics    |
| Peterhead          | 0 – 2 | Raith Rovers        |
| Stranraer          | 1 – 0 | Queen's Park        |

### Đấu lại
| Đội nhà             | Tỉ số | Đội khách     |
| ------------------- | ----- | ------------- |
| Hawick Royal Albert | 0 – 3 | Albion Rovers |
| Berwick Rangers     | 3 – 3 | Brechin City  |

#### Đấu lại lần 2
| Đội nhà         | Tỉ số | Đội khách    |
| --------------- | ----- | ------------ |
| Berwick Rangers | 0 – 1 | Brechin City |

## Vòng Hai
| Đội nhà          | Tỉ số | Đội khách               |
| ---------------- | ----- | ----------------------- |
| Albion Rovers    | 1 – 1 | Glasgow University      |
| Cowdenbeath      | 2 – 0 | Selkirk                 |
| Forfar Athletic  | 2 – 1 | Meadowbank Thistle      |
| Forres Mechanics | 1 – 2 | Alloa Athletic          |
| Raith Rovers     | 3 – 1 | Clydebank               |
| Stenhousemuir    | 2 – 2 | Brechin City            |
| Stirling Albion  | 4 – 0 | Civil Service Strollers |
| Stranraer        | 2 – 3 | Keith                   |

### Đấu lại
| Đội nhà            | Tỉ số | Đội khách     |
| ------------------ | ----- | ------------- |
| Brechin City       | 0 – 1 | Stenhousemuir |
| Glasgow University | 0 – 1 | Albion Rovers |

## Vòng Ba
| Đội nhà            | Tỉ số | Đội khách            |
| ------------------ | ----- | -------------------- |
| Albion Rovers      | 1 – 2 | Partick Thistle      |
| Alloa Athletic     | 0 – 4 | Aberdeen             |
| Ayr United         | 4 – 2 | Airdrieonians        |
| Cowdenbeath        | 3 – 0 | St Mirren            |
| Dumbarton          | 2 – 0 | Keith                |
| Dundee             | 1 – 2 | Falkirk              |
| Dundee United      | 4 – 0 | Hamilton Academical  |
| Hearts             | 2 – 2 | Clyde                |
| Hibernian          | 3 – 2 | Dunfermline Athletic |
| Greenock Morton    | 1 – 3 | Montrose             |
| Motherwell         | 3 – 2 | Celtic               |
| Queen of the South | 3 – 2 | St Johnstone         |
| Raith Rovers       | 1 – 0 | Arbroath             |
| Rangers            | 3 – 0 | East Fife            |
| Stenhousemuir      | 1 – 1 | Kilmarnock           |
| Stirling Albion    | 2 – 1 | Forfar Athletic      |

### Đấu lại
| Đội nhà    | Tỉ số | Đội khách     |
| ---------- | ----- | ------------- |
| Clyde      | 0 – 1 | Hearts        |
| Kilmarnock | 1 – 0 | Stenhousemuir |

## Vòng Bốn
| Đội nhà         | Tỉ số | Đội khách          |
| --------------- | ----- | ------------------ |
| Ayr United      | 2 – 2 | Queen of the South |
| Cowdenbeath     | 0 – 2 | Motherwell         |
| Hearts          | 3 – 0 | Stirling Albion    |
| Hibernian       | 1 – 1 | Dundee United      |
| Kilmarnock      | 3 – 1 | Falkirk            |
| Montrose        | 2 – 1 | Raith Rovers       |
| Partick Thistle | 0 – 0 | Dumbarton          |
| Rangers         | 4 – 1 | Aberdeen           |

### Đấu lại
| Đội nhà            | Tỉ số | Đội khách       |
| ------------------ | ----- | --------------- |
| Dumbarton          | 1 – 0 | Partick Thistle |
| Dundee United      | 0 – 2 | Hibernian       |
| Queen of the South | 5 – 4 | Ayr United      |

## Tứ kết
| Đội nhà            | Tỉ số | Đội khách  |
| ------------------ | ----- | ---------- |
| Dumbarton          | 2 – 1 | Kilmarnock |
| Montrose           | 2 – 2 | Hearts     |
| Motherwell         | 2 – 2 | Hibernian  |
| Queen of the South | 0 – 5 | Rangers    |

### Đấu lại
| Đội nhà   | Tỉ số | Đội khách  |
| --------- | ----- | ---------- |
| Hibernian | 1 – 1 | Motherwell |
| Hearts    | 2 – 2 | Montrose   |

#### Đấu lại lần 2
| Đội nhà   | Tỉ số | Đội khách  |
| --------- | ----- | ---------- |
| Hibernian | 1 – 2 | Motherwell |
| Hearts    | 2 – 1 | Montrose   |

## Bán kết
| Motherwell | 2 – 3 | Rangers |
| ---------- | ----- | ------- |
|            |       |         |

| Dumbarton | 0 – 0 | Hearts |
| --------- | ----- | ------ |
|           |       |        |

### Đấu lại
| Dumbarton | 0 – 3 | Hearts |
| --------- | ----- | ------ |
|           |       |        |

## Chung kết
| Rangers                            | 3 – 1 | Hearts      |
| ---------------------------------- | ----- | ----------- |
| Derek Johnstone (2) Alex MacDonald |       | Graham Shaw |

### Đội bóng
| RANGERS:         |  |                  |  |    |
|                  |  |                  |  |    |
| GK               |  | Peter McCloy     |  |    |
| DF               |  | Alex Miller      |  |    |
| DF               |  | Colin Jackson    |  |    |
| DF               |  | John Greig       |  |    |
| DF               |  | Tom Forsyth      |  |    |
| MF               |  | Tommy McLean     |  |    |
| MF               |  | Bobby McKean     |  |    |
| MF               |  | Johnny Hamilton  |  | ?' |
| MF               |  | Alex MacDonald   |  |    |
| FW               |  | Derek Johnstone  |  |    |
| FW               |  | Martin Henderson |  |    |
| Thay người:      |  |                  |  |    |
| DF               |  | Sandy Jardine    |  | ?' |
| ?                |  |                  |  |    |
| Huấn luyện viên: |  |                  |  |    |
| Jock Wallace     |  |                  |  |    |

| HEARTS:          |  |                 |  |    |    |
|                  |  |                 |  |    |    |
| GK               |  | Jim Cruickshank |  |    |    |
| DF               |  | Roy Kay         |  |    |    |
| DF               |  | Jim Jefferies   |  |    |    |
| DF               |  | John Gallacher  |  |    |    |
| DF               |  | Sandy Burrell   |  | ?' |    |
| MF               |  | Jim Brown       |  |    |    |
| MF               |  | Graham Shaw     |  |    |    |
| MF               |  | Ralph Callachan |  |    |    |
| MF               |  | Bobby Prentice  |  |    |    |
| FW               |  | Willie Gibson   |  |    | ?' |
| FW               |  | Drew Busby      |  |    |    |
| Thay người:      |  |                 |  |    |    |
| MF               |  | Kenny Aird      |  | ?' |    |
| FW               |  | Donald Park     |  |    | ?' |
| Huấn luyện viên: |  |                 |  |    |    |
| John Hagart      |  |                 |  |    |    |